# И (народ)

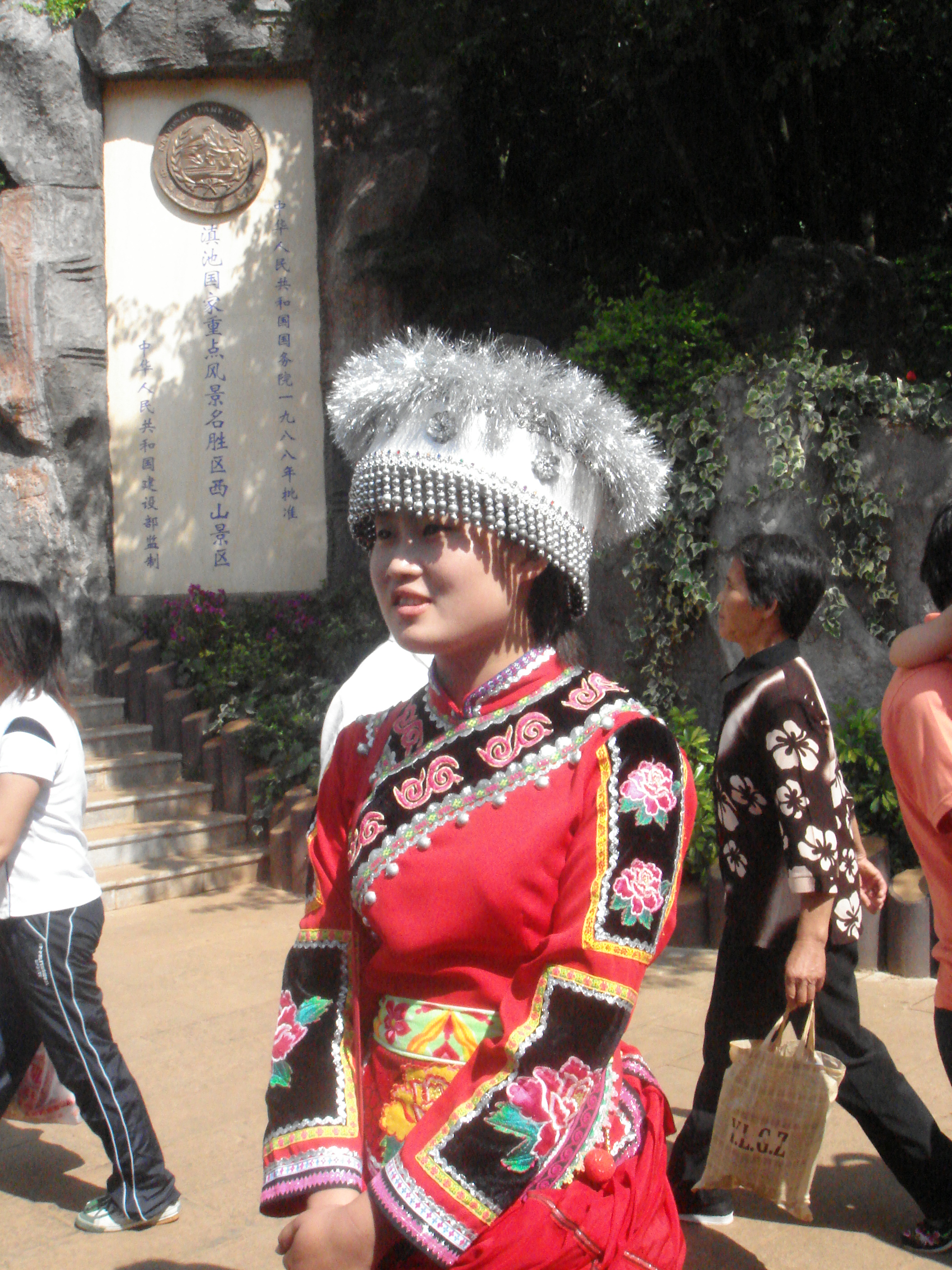
Женщина в национальной ийской одежде.

И (йи, й, ий, ицзу, лоло; самоназвание «чёрные и» — ꆈꌠ, официальная транскрипция Nuosu, [ nɔ̄sū ] носу, других и — ачжэ, аси и др.; кит. упр. 彝族, пиньинь Yí Zú, ицзу; вьет. Di, Màn Di, Lô Lô, зи, манзи, лоло) — народ в Восточной и Юго-Восточной Азии. Общая численность — около 8 миллионов человек. Проживают на территории Китая (7 762 272, перепись 2000 года) в провинциях Юньнань (4,71 млн человек), Сычуань (1,27 млн, главным образом в Ляншань-Ийском автономном округе), Гуйчжоу (840 тысяч), и в Гуанси-Чжуанском автономном районе, а также во Вьетнаме (3307, перепись 1999 года) в провинциях Хазянг, Каобанг и Лаокай. Входят в число 56 официально признанных народов Китая и 54 официально признанных народов Вьетнама. Кроме того, правительство Китая в состав и включает народы фула (кит. упр. 浮拉族, пиньинь Fúlā Zú; вьет. Phù Lá), лати (кит. упр. 拉志族, пиньинь Lāzhì Zú; вьет. La Chí) и пупео (кит. упр. 普骠族, пиньинь Pǔpiào Zú; вьет. Pu Peo), являющиеся официальными национальными меньшинствами Вьетнама.

## Этнические группы
Несмотря на то, что различные группы и называют себя по-разному (нису, сани, лоло, аже, аси 阿西…), а их говоры иногда взаимонепонятны, китайцы объединили их в единый народ. Названия народа можно разделить на группы.
- Ни (ꆀ)[6] — название носу, насу 纳苏, нэсу, нису 尼苏 и другие сходные этнонимы считаются произошедшими от автонима «ꆀ» (нип) с суффиксом -су, «люди». Также сюда относится название «сани» 撒尼. Кроме того, считается, что китайские фамилии кит. 夷 и кит. 彝, произносящиеся «и», yí, произошли от «ни».
- Лоло — названия вроде «лоло», «лолопу» и прочие относятся к культу тигра, распространённого у тех народов; «ло» в их наречиях означает «тигр». От него же происходит китайский экзоним кит. трад. 猓猓, кит. трад. 倮倮, кит. трад. 罗罗, luóluó. Исходный знак 猓, с «ключом „собака“», 犭, и фонетическим элементом «го», guǒ, 果, считается оскорбительным[7], сравнимым со словом кит. трад. 猓然, пиньинь guǒran, палл. гожань, мартышка. В процессе языковых реформ в КНР этот знак заменили на одинаково с ним читающийся 猓 — сперва на омофоничный 倮 с ключом «человек», 亻, однако этот знак был вариантом знака «голый», кит. трад. 裸, пиньинь luǒ, палл. ло, а затем — на кит. трад. 罗, пиньинь luó, палл. ло, силки. Пол Бенедикт[англ.] указал: «ведущий китаист отмечает, что „лоло“ оскорбительно только с ключом „собака“»[8].
- Прочие — остальные наименования и. Многие из них могут быть отдельными народами, но считаются и китайским правительством. «Пу» могут быть родственны древнему народу пу (кит. трад. 濮, пиньинь pú). В легендах северных и говорится, что они захватили земли пу в северо-западной части современного Ляншань-Ийского автономного округа.

## Антропология и генетика
И относятся к южномонголоидной (южноазиатской) расе. Чистокровные и выделяются внутри неё своеобразным комплексом признаков, схожим с индейским: сильно выступающим вперёд в горизонтальной плоскости лицом, крайне низкой частотой эпикантуса, сильно выступающим и хорошо очерченным носом, а также прямыми волосами. Но в результате ассимиляции большого количества представителей других народов — прежде всего ханьцев, а также мяо, тай и др., комплекс черт может варьировать в значительной степени.
В популяции Ляншань и (Ляншань-Ийский автономный округ) Y-хромосомная гаплогруппа D1a1a-M15 была разветвлением расширения тибетских групп с запада на восток на плато, а Y-хромосомная гаплогруппа O2a2b1a1a1a4a2-Z25929 происходит от многочисленных иммигрантов из Юго-Восточной Азии. Согласно выводам шведских генетиков из университета Упсалы, представители народа И, а также папуасы и меланезийцы острова Бугенвиль являются ближайшими родственниками денисовского человека из всех современных народов Земли.

## Языки
И говорят на девяти разных, но родственных языках лолойской группы лоло-бирманской ветви тибето-бирманских языков. Три — носу (северные и), насу (восточные и) и нису (южные и) — относятся к северной подгруппе лоло, куда входит ещё язык нусу, на котором говорит часть народности ну. Юго-восточные и говорят на четырёх близких языках (сани, аси, аже, ажа), которые входят в центральную подгруппу языков лоло. К той же подгруппе относятся языки западных и (лалуо, близок языку лаху) и центральных и (липо (лолопо), близок к языку лису). Ранее идиомы, на которых говорят и, рассматривались как один язык, а в 1963 году китайским лингвистом Чэнь Шилинем было предложено деление «языка и» на 6 диалектов (диалектных групп). Подобная точка зрения может встречаться и в современных источниках.
Китайское правительство признаёт шесть взаимнонепонятных языков и, относящихся к разным ветвям лолойских языков:
- Северные и (носу 诺苏)
- Западные и (лалуо 腊罗)
- Центральные и (лолопо 倮倮泼)
- Южные и (нису 尼苏)
- Юго-восточные и (сани 撒尼)
- Восточные и (насу 纳苏)

Северный и является крупнейшим из лолойских языков, на нём говорят около двух миллионов человек, и он является основой литературного языка. Это аналитический язык. Во Вьетнаме также есть языки и', которые используют письменность и, например, манци.
Роль лингва франка играет путунхуа (севернокитайский язык).
Некоторые группы полностью переходят на китайский язык. Кроме того, бай и, группа северных и, говорят на смешанном североийско-китайском языке.

### Письменность

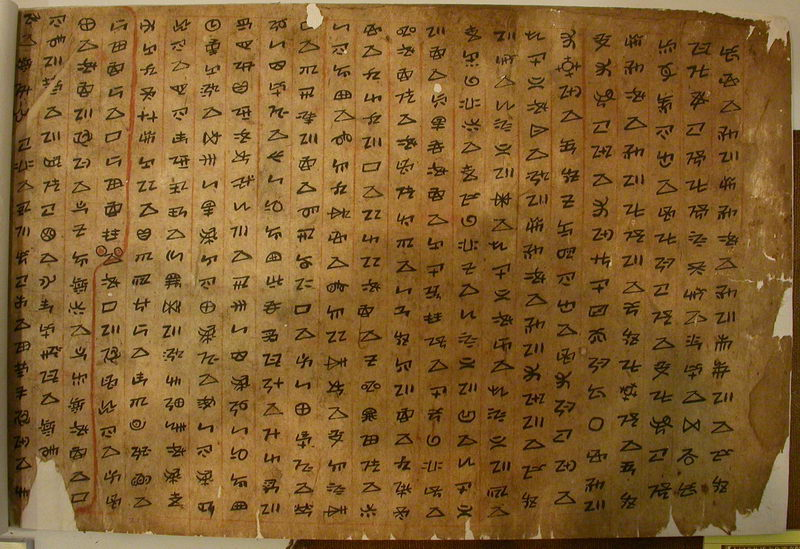
Классическое письмо и.

Со Средневековья используется словесно-слоговая письменность (классическое письмо и), которой традиционно владели жрецы (биму), а также — хранители обычаев (дэгу). Бо́льшая часть населения была безграмотна: например, в районе Ляншаня в 1956 году грамотой владело 2,75 % населения. Это письмо насчитывало около 10 000 знаков и в связи с тем, что использовалось, в основном, для записи сакральных или медицинских текстов, а не для коммуникации — единый стандарт письма отсутствовал и в каждой общине использовался местный вариант. В настоящее время это письмо сохраняется в некоторых регионах, прежде всего в Ляншани, где используется параллельно с другими письменностями.
Оценки возраста этой письменности разнятся. Так, ряд авторов указывает, что она используется с XVI века. Другие же считают её значительно старше, указывая на находку в Юньнани печати со знаками этой письменности, датируемой периодом Западной Хань (206 до н. э.—24 н. э.) и находку в Гуйчжоу дощечки с надписью, датируемой периодом Восточной Цзинь (317—420 н. э.). Знаки, схожие с символами классического письма и, встречаются на глиняной посуде культуры Луншань (3000—2000 до н. э.).
Взгляды на происхождение этого письма также варьируют. Одни авторы рассматривают его как синиформное или же возникшее независимо, но испытавшее сильное влияние китайского письма. Другие указывают на полностью независимое его происхождение.
В настоящее время официальным является слоговое письмо (современное письмо и), введённое правительством Китая в 1970-е. Это письмо было стандартизовано под язык носу (северный и) и насчитывает, учитывая диакритику, 1165 знаков.
Кроме того, в 1956 году был разработан проект письменности на основе латинского алфавита, однако в настоящее время он используется только и-христианами, число которых невелико. Для некоторых ийских идиомов используется письмо Полларда, первоначально разработанное для языка мяо. Остальные используют современное письмо и.

## Антропонимика
Для и характерна двучленная система имён, включающая имя рода (название цоси) и личное имя. При этом, как и в китайских именах, родовое имя предшествует личному.
Родовые имена обычно двусложные — например, Зеку, Буйю, Лаха, часто начинаются на слог «А-» или «У-» — например, Адэн, Агань, Ацзы, Ачан и др., а также Убу, Уво, Учжо, Уцзу и др. На территориях в той или иной степени контролируемых ханьцами ийцы получали китайские фамилии. Так, среди правящих в Юньнани ийских кланов крупнейшие фамилии были Лун (кит. упр. 龙, пиньинь Lóng), Лун (кит. упр. 陇, пиньинь Lŏng), Лу (кит. упр. 陆, пиньинь Lù), Лу (кит. упр. 卢, пиньинь Lú), Лу (кит. упр. 禄, пиньинь Lù) и Ань (кит. упр. 安, пиньинь Ān).
Личные имена обычно трёх- или двусложные — Алу, Вани, Хуши и пр. Характерная особенность системы личных имён — последний слог имени отца составляет первый слог имени сына. Аналогичный принцип сохранился у хани. Считается, что эта традиция была заложена Синуло, основателем династии Мэн.

## История
Из-за скудности археологических находок и фрагментарности описаний «варваров» в китайских источниках, об истории как ицзу, так и лолойских народов в целом, известно немного. Однако в настоящее время основные этапы считаются выясненными.

### Ранний период

Типы дяньцев. Внизу — люди с причёсками в виде пука и в плащах, предполагаемые предки народа и.

Согласно китайским хроникам, в конце IV века до н. э. Чжуанцзяо, выходец из царства Чу (кит. упр. 楚, пиньинь Chŭ), основал среди синань-и («юго-западных варваров») государство Дянь (кит. упр. 滇, пиньинь Diān). Оно находилось на территории современной провинции Юньнань с центром в уезде Куньмин. О происхождении населения Дянь известно немного. Существует гипотеза, что жители Дянь являются потомками царства Ба (кит. упр. 巴, пиньинь Bā), которые в свою очередь восходят к создателям неолитической культуры Даси, предки которых в той или иной степени отождествляются с народом «цян» (кит. упр. 羌, пиньинь qiāng) из древнекитайских источников. Предполагается, что язык дяньцев был тибето-бирманским. Археологические данные, прежде всего результаты раскопок могильника Шичжайшань, позволили китайскому исследователю Фэн Ханьцзи выделить 7 этнических типов дяньцев, четыре из которых — относящиеся к правящему сословию «люди с причёской в виде пука» и в плащах — определяются как предки лолойских народов, в частности народа и. Подобные причёски («тяньпуса», букв. вместилище небесного духа), а также накидки (чарва) сохранились у высшей касты ляншаньских и (носу).
Дянь было рабовладельческим государством, общество которого разделялось на две касты — высшую, к которой относились вожди, жрецы и воины, и низшую — к которой относились недяньцы — покорённые народы, военнопленные и пр.
Дянь как независимое государство существовало до 109 года до н. э., когда по просьбе дяньского вана оно вошло в состав империи Хань. Однако в последующие три века было несколько крупных восстаний. Первое — в 86 году до н. э., после которого началась война с Китаем, продолжавшаяся до 25 года н. э. Затем — в 42 году и последнее — в 176 году.
В III веке н. э. на территории Юньнани правили 8 «великих родов Наньчжуна» — Цзяо, Юн, Лоу, Цуань, Мэн, Лян, Мао и Ли. В период Цзинь (265—420) из восьми родов остались 3 — Цуань, Мэн и Хо. Род Мэн (кит. упр. 孟, пиньинь Mèng) правил территорией на северо-западе Юньнани и прилегающих районах Сычуани (включая Ляншань). Археологические находки, датируемые IV—V веком, показывают, что на территории Мэн проживали как ханьцы, так и лолойское население («люди с причёской в виде пука»), причём значительной ассимиляции со стороны ханьцев не происходило. В VI веке из «великих родов Наньчжуна» остался только род Цуань.
Согласно китайским хроникам, в VI веке на территории Юньнани, западной Гуйчжоу и южной Сычуани проживали племена, известные как цуань, которые считаются потомками населения царства Дянь. Также, видимо, в состав цуань вошли и потомки соседних с Дянь государств Куньмин и Сэй (Си), ассимилированные дяньцами. Цуань делились на две группы — восточную и западную, первая известна как умань (кит. упр. 烏蠻, пиньинь wūmán), вторая — как баймань (кит. упр. 白蠻, пиньинь báimán).
Вопрос о соотнесении умань и баймань с современными народами долгое время дискутировался. Так, ряд исследователей полагали, что умань относились к тайским народам. Однако эта точка зрения была пересмотрена в свете имеющихся свидетельств, главными из которых являются описания обычаев умань и баймань, а также записи слов из их языков в работе «Маньшу», написанной в IX веке китайским дипломатом Фань Чо. Их анализ позволяет исключить предков тайских народов из состава цуань и рассматривать умань как предков лолойских народов, а также родственных им народов наси и мосо, а баймань — как предков народа бай.
В начале VII века на землях цуань существовало несколько крупных подразделений («племён»), чжао (кит. упр. 詔, пиньинь zhào), основу которых составляли умань. Первоначально насчитывалось восемь чжао, но впоследствии их число сократилось до 6, когда одно чжао вошло в состав первого, а другое — в состав пятого. В результате остались чжао Мэнси (кит. упр. 蒙嶲, пиньинь Měngxī), Юэси (кит. упр. 越析, пиньинь Yuèxī), Ланцюн (кит. упр. 浪穹, пиньинь Làngqióng), Тэнтань (кит. упр. 邆賧, пиньинь Téngtàn), Шилан (кит. упр. 施浪, пиньинь Shīlàng) и Мэншэ (кит. упр. 蒙舍, пиньинь Měngshě).
Названием чжао обозначались как племена, так и их правители, а в свою очередь племена назывались родовыми именами их правителей. У западных цуань не было наследственных правителей, и новый вождь-чжао выбирался советом старейшин. Характерной чертой уклада чжао было широкое использование рабского труда. Как правило, рабы происходили из военнопленных. Существовали как домашние рабы, так и общественные, которые считались принадлежащими всем.

### Период Наньчжао
В 649 году вождём чжао Мэншэ стал Синуло (кит. упр. 細奴邏, пиньинь Xìnúluó) из рода Мэн (кит. упр. 蒙, пиньинь Měng). Он сделал власть наследуемой по мужской линии, основав династию Мэн, которая правила с 649 по 902 год. Синуло переименовал своё чжао в государство Дамэн (кит. упр. 大蒙, пиньинь Dàměng, буквально: «Великий Мэн») и взял новое имя на манер китайских правителей — ван Цицзя. Остальные пять чжао являлись союзниками новообразованного государства и их войска выступали в совместных военных походах против китайцев и тибетцев. Однако единое руководство, в том числе военное, отсутствовало.
В 728 году на престол Дамэн взошёл Пилогэ (кит. упр. 皮邏閣, пиньинь Píluógé), правнук Синуло, давший государству новое название и, соответственно, принявший титул вана Наньчжао (кит. трад. 南詔, упр. 南诏, пиньинь Nánzhāo, буквально: «Южное Чжао»). В период правления Пилогэ значительно расширились границы владений и возросло могущество государства. Он захватил царство Юэго в Северном Вьетнаме, после чего добавил себе титул вана Гуйи, а позже разбил «варваров Эрхэ» и добавил титул вана Юньнани. Предполагается, что под «варварами Эрхэ» подразумеваются баймань, проживавшие в окрестностях озера Эрхай. Также в период правления Пилогэ все шесть чжао объединились в единое государство. Таким образом, Наньчжао стало занимать почти всю территорию современной Юньнани, юг Сычуани (Ляншань), а также территории на севере Вьетнама и Мьянмы. В 740 году Пилогэ разбил войска тибетского государства Туфань и сделал столицу в Дахэ на землях баймань. В результате под властью Наньчжао оказались различные народы — древние мяо, тайские народы Юньнани и другие, среди которых баймань занимали наиболее высокое (после умань) положение.
Государство Туфань, прежде союзное танскому Китаю, не вошло в состав Наньчжао, но стало его вассалом. Это положение закрепилось в период правления Гэлофэна (кит. упр. 閣羅鳳, пиньинь Géluófèng), сына Пилогэ, которого туфаньские правители называли «Восточным императором». В этот период продолжаются войны между Наньчжао и Китаем, в которых участвует и Туфань. Ситуация изменилась в 822 году, когда империя Тан заключила новый союз с Туфань и вассалитет был разорван.
Наньчжао продолжало рабовладельческие традиции образовавших его чжао. За счёт рабского труда возводились города, строились дворцы и разбивались парки. И по-прежнему важнейшим источником рабов были военнопленные. Так как умань были скотоводами, земледелием занимались баймань, а также рабы, происходящие из различных соседних народов. В Наньчжао существовала иероглифическая письменность, потомком которой является классическое письмо и. В ходу были раковинные деньги.
В 859 году вступивший на престол Шилун (кит. упр. 世隆, пиньинь Shìlóng) принял титул императора и переименовал Наньчжао в Дали (кит. упр. 大理, пиньинь Dàlĭ), однако через 18 лет это название будет заменено на Дафэнминь (кит. упр. 大封民, пиньинь Dàfēngmín), но спустя несколько десятилетий будет восстановлено название Дали. Во второй половине IX века шла война между Дали и Аннамом (Аньнанем), который в этот период являлся китайской провинцией. Военные действия происходили с переменным успехом, и в результате Дали в 862 году захватило Аннам и удерживало до 866 года, когда он был отбит китайскими войсками.
Первая половина X века стала для Дали периодом борьбы за власть. В 902 или 903 году последний правитель династии Мэн был убит сановником Чжэном Майсы (кит. упр. 鄭買嗣, пиньинь Zhèng Măisì). В 903 году он принял титул императора, реформировал управленческий аппарат и переименовал государство в Дачанхэ (кит. упр. 大長和, пиньинь Dàchánghé, буквально: «Великий бесконечный мир»). Династия Чжэн правила около 26 лет. В 928 году власть была захвачена императором Чжао Шаньчжэном (кит. упр. 趙善政, пиньинь Zhào Shànzhèng), который правил 10 месяцев. А в 929 году его сместил император Ян Ганьчжэнь (кит. упр. 楊干真, пиньинь Yáng Gānzhēn), который правил до восстания Дуаня Сыпина в 937 году.

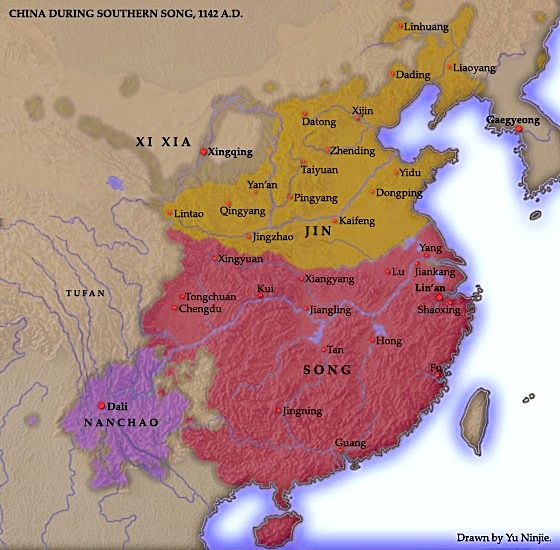
Государство Дали (подписано как «Nanchao») в XII веке.

Дуань Сыпин (кит. упр. 段思平, пиньинь Duàn Sīpíng), бывший военачальник при династии Мэн, происходящий из баймань, в 937 году занимает престол, принимает титул «Святого и мудрого, просвещённого императора-воина» и вновь переименовывает государство в Дали. Династия Дуань правила с 937 по 1253 годы (с перерывом с 1095 по 1096 годы). В этот период происходит сокращение территорий государства. Южные и восточные вассалы переходят на сторону сунского Китая и Дали таким образом лишается территорий на севере Вьетнама и западе Гуйчжоу.
Кроме того, новая династия определила возвышение баймань и территориально-политическое обособление умань, которое закрепляется в 971 году «договором правителей Дали с 37 племенами умань». В этот период начинается переселение части умань, предков Ляншаньских и в горы Ляншаня. В близкие сроки происходит миграция другой части умань, предков вьетнамских и (лоло) в горы Северного Вьетнама, однако основное переселение и на территорию Вьетнама произошло позже — в XV и в XVII (или XVIII) веках. Время обособления таких лолойских народов, как хани, лису, лаху, точно не известно, однако существует предположение, что оно произошло тоже в X—XI веках.

### Поздний период
В 1253 году хан Хубилай захватил Дали, территории которого вошли в состав юаньского Китая. К этому периоду относится вторая миграция предков и в Ляншань. На протяжении следующих веков Ляншань, территории которого до середины XX века de facto оставались независимыми от Китая, служил своего рода убежищем для и, уходящих от притеснений со стороны властей или же активно вытесненных с плодородных земель.
На территориях, населённых некитайцами, была введена система тусы (кит. упр. 土司, пиньинь tŭsī) — местных вождей, подотчётных китайскому правительству. При этом и во многом сохранили прежний образ жизни и переход к феодализму происходил крайне медленно. Так, и в Юньнани, а также на западе Гуйчжоу до конца правления династии Мин сохраняли рабство и сословно-кастовые отношения, а у и Ляншаня — до 50-х годов XX века. В Ляншани система тусы никогда не была введена на всей территории, но существовавшие тусы сохраняли положение дольше и были лишены власти ийцами только в период Китайской республики.
Обстоятельства, при которых складывалась ляншаньская группа народа и, в том числе тяжёлые природные условия в области Ляншаня, законсервировали рабовладельческие отношения и практически остановили экономическое развитие — вплоть до реформ вскоре после образования КНР в Ляншани применялось подсечно-огневое земледелие и преимущественно деревянные орудия труда. Развитие социального устройства проявлялось в постепенном усложнении сословно-кастовой системы и не привело к выраженной централизации — общество делилось на патронимии (цоси), обладавшие самоуправлением и формально равными правами. Время существования каст ляншаньских и точно не известно, но согласно сохранившимся генеалогическим спискам основные роды высшей касты (носу) насчитывают 40 или 44 поколения, а роды второй касты (цюйно) — 30 поколений. Если на поколение приходилось 20—30 лет, следовательно, такое социальное устройство уже существовало в период Дали.
В период правления династии Цин система тусы была отменена и декларировался переход под управление китайских чиновников. Но, несмотря на формирование феодальных отношений у и Сычуани и Юньнани, власть по-прежнему сохранялась в руках ийских кланов, взявших китайские фамилии.
Тем не менее ийские территории, фактически не зависимые от Китая, постепенно уменьшаются. Из ийских групп наиболее агрессивно отстаивают независимость ляншаньцы, оказывающие вооружённое сопротивление китайским войскам и совершающие набеги с целью грабежа и угона рабов. Для защиты от «горных варваров» в пограничных с Ляншанем районах возводились укрепления и содержался постоянный гарнизон. В начале XVIII века на этой границе находился десятитысячный контингент и на оборону ежегодно тратилась сумма, равная половине прямых налогов, собранных в провинции Сычуань.
В начале XIX века в Ляншане распространяется опийное макосеяние. Наибольшее распространение оно получает в Малом Ляншане, где к 1941 году все посевные площади были заняты этой культурой. Средства, полученные от продажи опиума, позволили закупать значительное количество огнестрельного оружия — к середине XX века у ляншаньских и имелось около 50—60 тысяч винтовок и ружей при населении приблизительно в 10 раз большем.
Во второй половине XIX — первой половине XX века произошло расширение территорий, занимаемых ляншаньцами. Так, в 1943 году было присоединено 90 % территории уезда Лэйбо, 80 % уезда Мабянь и 75 % уезда Эбянь провинции Сычуань.
В этот же период усилились набеги на китайские территории. Так, в 1919 году в плен было уведено 10 тысяч ханьских крестьян. В 1935 году в районе Сишань вспыхнуло восстание представителей низших каст, которые свергли и изгнали местных носу. Восстание было вскоре подавлено объединёнными силами носу из соседних районов. В том же году объединившиеся носу разбили значительные силы китайцев, вторгшихся на территорию Ляншаня, и свергли многих тусы. Союз распался в скором времени после ликвидации внешних проблем, что было характерным для подобных объединений носу.
В 1949 году, при образовании КНР, в её состав вошли и Ляншаня. Вскоре был проведён ряд реформ, крупнейшей из которых стала ликвидация рабства в 1956—1958 годах. Правительством Китая были проведены действия, направленные на сокращение разрыва в уровне жизни между и и ханьцами, а также на развитие экономики региона.
В период с 1952 по 1980 годы в областях компактного проживания и были созданы автономные административные единицы. Первым был образован Ляншань-Ийский автономный округ (1952).

## Традиционное общество ляншаньскихи
Общество ляншаньских и состояло из четырёх сословий или каст — носу, цюйно, ацзя и сяся, при этом сословное деление не всегда совпадало с классовым.
- Носу — чёрные и, составляли 7 % населения и, являясь аристократами, считались верховными землевладельцами. Обедневшие носу (около 11 %; наподобие аллодистов в Западной Европе и однодворцев на Руси) занимались производственным трудом.
- Цюйно — рядовые общинники, составляли 55 % населения. Из них около 41 % были полностью или частично зависимы от носу, а разбогатевшие цюйно (около 4 %) владели представителями низших каст.
- Ацзя (30 %) и сяси (8 %) находились в полной собственности хозяев. При этом ацзя имели право самостоятельно вести хозяйство (получая от хозяина землю, инструменты и пр.), сяси — работали в хозяйстве владельца. Разбогатевшие ацзя также могли приобретать скот, рабов и землю, в результате владея около 17 % сяся и около 1,5 % ацзя.

Высшие касты (все носу, часть цюйно и очень незначительная часть ацзя) делились на патрилинейные семейно-родовые группы (цоси), которые несли функцию защиты прав и интересов своих членов. Цоси возглавлялись вождями (суи), военачальниками (чжахуа) и хранителями обычаев.

## Традиции
Основное занятие южных и — мотыжное и пашенное земледелие (бобовые, рис, кукуруза, гречиха, таро), северных и западных — также скотоводство (свиньи, лошади, крупный и мелкий рогатый скот), в горах — также собирательство и охота. Имели развитое кузнечное ремесло, гончарство, ткачество.
И славятся своим гостеприимством. Подают блюда в танце. Женщины носят головные украшения в форме петушиного гребешка. Традиционное торжество — три дня Праздника факелов в конце июля—первой половине августа. Почитают тигров. Традиционный музыкальный инструмент и Хунхэ-Хани-Ийского автономного округа — вид варгана под названием коусянь (кит. упр. 口弦).

## Верования
У и сохраняются древние традиционные верования, близкие к старотибетской религии бон, подвергшиеся влиянию даосизма и буддизма.

## Ив культуре

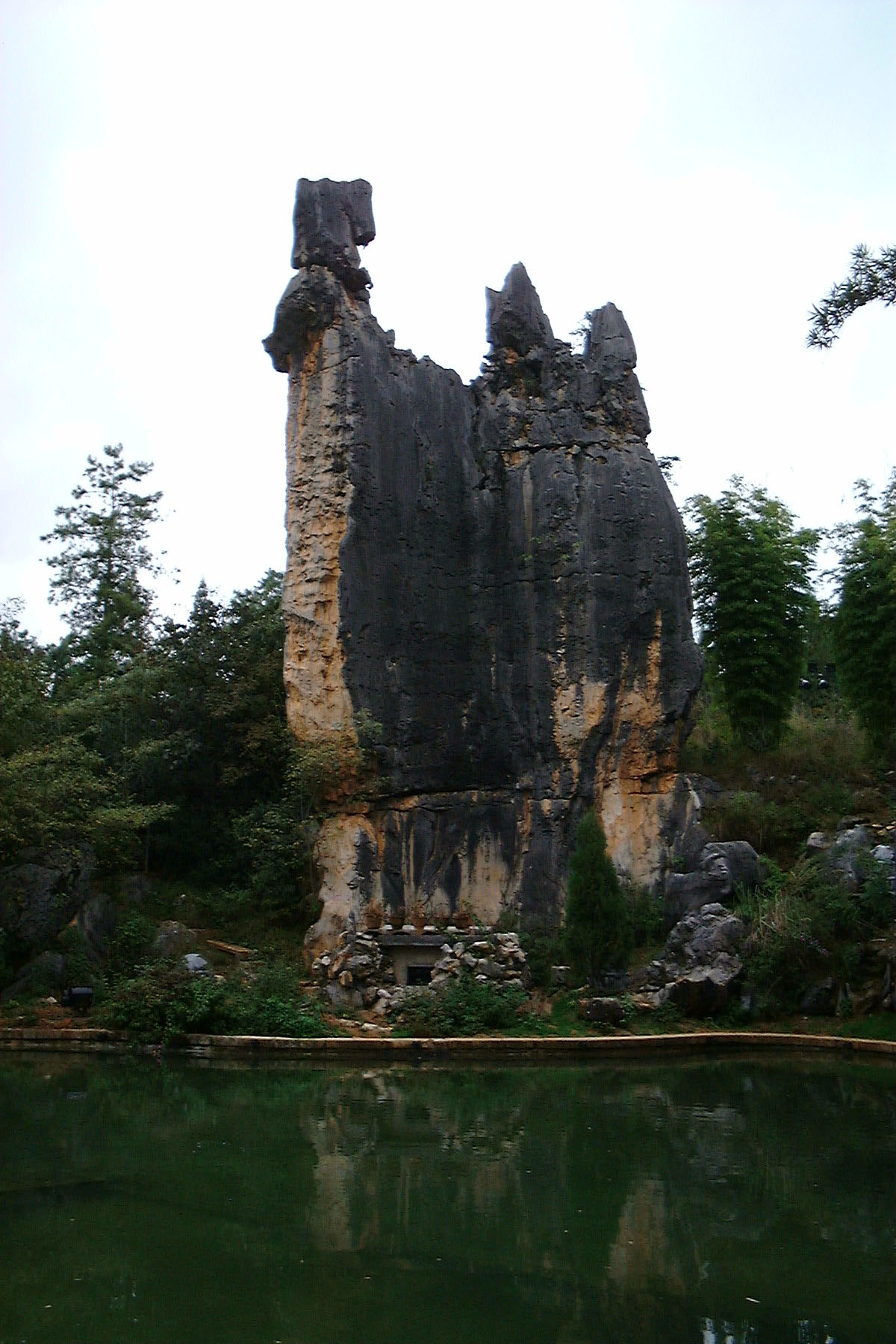
Скала Ашима

- История Ашимы — легенда сани, группы в составе юго-восточных и, получившая мировую известность. Она была переведена на 8 языков, на её основе была поставлена танцевальная драма, а в 1964 году режиссёр Лю Цюн (кит. упр. 刘琼, пиньинь Liú Qióng) снял фильм «Ашима» (кит. упр. 阿诗玛, пиньинь Āshīmă)[38]. Именем Ашимы названа одна из скал Южнокитайского карста[39].
- Танец и (кит. трад. 彞族舞曲, упр. 彝族舞曲, пиньинь Yí Zú Wǔqǔ) — произведение для пипы, написанное в 1960 году китайским композитором Ваном Хуэйжанем (кит. упр. 王惠然, пиньинь Wáng Huìrán), основанное на традиционной ийской музыке[40].
- И фигурируют в романе Г. Л. Олди «Мессия очищает диск».
- И посвящена книга Петра Гулларта Princes of the Black Bone, а также часть повести «Забытое королевство».

## Интересные факты
- Вымершее ракообразное Yicaris dianensis, жившее 520 млн лет назад (кембрийский период), остатки которого были найдены в провинции Юньнань, названо в честь народа и (название рода) и древнего королевства Дянь (滇 Diān; видовое название), на территории которого была совершена находка[41].